# Zazdrość (Dźwierzuty)
Zazdrość (deutsch Louisenthal) ist ein Ort in der polnischen Woiwodschaft Ermland-Masuren im Gebiet der Landgemeinde Dźwierzuty (Mensguth) im Powiat Szczycieński (Kreis Ortelsburg).

## Geographische Lage
Zazdrość liegt in der südlichen Mitte der Woiwodschaft Ermland-Masuren, 17 Kilometer nördlich der Kreisstadt Szczytno (deutsch Ortelsburg).

## Geschichte
Louisenthal bestand in seinem Ursprung lediglich aus einem mittleren Hof. Bis 1945 war es ein Vorwerk und Wohnplatz von Theerwisch (polnisch Targowo) im ostpreußischen Kreis Ortelsburg.
Als 1945 in Kriegsfolge das gesamte südliche Ostpreußen an Polen überstellt wurde, war auch Louisenthal davon betroffen. Es erhielt die polnische Namensform „Zazdrość“ und ist heute „część wsi Targowo“ (= ein Teil des Dorfes Targowo) innerhalb der Landgemeinde Dźwierzuty (Mensguth) im Powiat Szczycieński (Kreis Ortelsburg), bis 1998 der Woiwodschaft Olsztyn, seither der Woiwodschaft Ermland-Masuren zugehörig.

## Kirche
Bis 1945 war Louisenthal in die evangelische Kirche Theerwisch (polnisch Targowo) in der Kirchenprovinz Ostpreußen der Kirche der Altpreußischen Union sowie in die katholische Kirche Mensguth (Dźwierzuty) im damaligen Bistum Ermland eingegliedert.
Heute gehört Zazdrość zur katholischen Pfarrkirche Targowo im jetzigen Erzbistum Ermland, außerdem zur evangelischen Kirche Dźwierzuty, einer Filialkirche der Pfarrei Pasym (Passenheim) in der Diözese Masuren der Evangelisch-Augsburgischen Kirche in Polen.

## Verkehr
Zazdrość liegt an einer Nebenstraße, die die polnische Landesstraße 52 (einstige deutsche Reichsstraße 128) bei Dźwierzuty (Mensguth Dorf) mit der Woiwodschaftsstraße 600 bei Orzyny (Erben) verbindet. Eine Anbindung an den Bahnverkehr gibt es nicht.